# 第16回全米映画俳優組合賞
16th SAG Awards

2010年1月23日
キャスト賞 - 映画: 

イングロリアス・バスターズ
キャスト賞 - ドラマ・シリーズ: 

マッドメン

キャスト賞 - コメディ・シリーズ: 

glee/グリー
第16回全米映画俳優組合賞は、2009年の映画及びテレビ番組で活躍した俳優に贈られる賞である。セレモニーは2010年1月23日にカリフォルニア州ロサンゼルスのシュライン・オーディトリアムで行われ、TNTとTBSによって放送された。
候補者は2009年12月17日にミシェル・モナハンとクリス・オドネルによって発表された。

## 候補者及び受賞者一覧

### 生涯功労賞
ベティ・ホワイト

### 映画

#### 主演男優賞
ジェフ・ブリッジス – 『クレイジー・ハート』
- ジョージ・クルーニー – 『マイレージ、マイライフ』
- コリン・ファース - 『シングルマン』
- モーガン・フリーマン - 『インビクタス/負けざる者たち』
- ジェレミー・レナー – 『ハート・ロッカー』

#### 主演女優賞
サンドラ・ブロック - 『しあわせの隠れ場所』
- ヘレン・ミレン -『終着駅 トルストイ最後の旅』
- キャリー・マリガン - 『17歳の肖像』
- ガボーレイ・シディベ - 『プレシャス』
- メリル・ストリープ - 『ジュリー&ジュリア』

#### 助演男優賞
クリストフ・ヴァルツ - 『イングロリアス・バスターズ』
- マット・デイモン - 『インビクタス/負けざる者たち』
- ウッディ・ハレルソン - 『メッセンジャー』
- クリストファー・プラマー - 『終着駅 トルストイ最後の旅』
- スタンリー・トゥッチ - 『ラブリーボーン』

#### 助演女優賞
モニーク - 『プレシャス』
- ペネロペ・クルス - 『NINE』
- ヴェラ・ファーミガ - 『マイレージ、マイライフ』
- アナ・ケンドリック - 『マイレージ、マイライフ』
- ダイアン・クルーガー – 『イングロリアス・バスターズ』

#### キャスト賞
『イングロリアス・バスターズ』
- 『17歳の肖像』
- 『ハート・ロッカー』
- 『NINE』
- 『プレシャス』

#### スタント・アンサンブル賞
『スター・トレック』
- 『パブリック・エネミーズ』
- 『トランスフォーマー/リベンジ』

### テレビ

#### 男優賞（ドラマ・シリーズ部門）
マイケル・C・ホール  – 『デクスター 警察官は殺人鬼』
- サイモン・ベイカー – 『メンタリスト』
- ブライアン・クランストン – 『ブレイキング・バッド』
- ジョン・ハム - 『マッドメン』
- ヒュー・ローリー – 『Dr.HOUSE』

#### 女優賞（ドラマ・シリーズ部門）
ジュリアナ・マルグリーズ – 『グッド・ワイフ』
- パトリシア・アークエット – 『ミディアム 霊能者アリソン・デュボア』
- グレン・クローズ - 『ダメージ』
- マリスカ・ハージティ – 『LAW & ORDER:性犯罪特捜班』
- ホリー・ハンター – 『女捜査官グレイス 〜 天使の保護観察中』
- キーラ・セジウィック – 『クローザー』

#### 男優賞（コメディ・シリーズ部門）
アレック・ボールドウィン – 『30 ROCK/サーティー・ロック』
- スティーヴ・カレル – The Office
- ラリー・デヴィッド - 『ラリーのミッドライフ★クライシス』
- トニー・シャローブ - 『名探偵モンク』
- チャーリー・シーン - 『チャーリー・シーンのハーパー★ボーイズ』

#### 女優賞（コメディ・シリーズ部門）
ティナ・フェイ – 『30 ROCK/サーティー・ロック』
- クリスティナ・アップルゲイト – 『サマンサ Who?』
- トニ・コレット – 『ユナイテッド・ステイツ・オブ・タラ』
- イーディ・ファルコ – 『ナース・ジャッキー』
- ジュリア・ルイス＝ドレイファス – The New Adventures of Old Christine

#### 男優賞（テレビ映画・ミニシリーズ部門）
ケヴィン・ベーコン – Taking Chance
- キューバ・グッディング・Jr – 『奇跡の手』
- ジェレミー・アイアンズ – Georgia O'Keeffe
- ケヴィン・クライン – Great Performances: Cyrano de Bergerac
- トム・ウィルキンソン – A Number

#### 女優賞（テレビ映画・ミニシリーズ部門）
ドリュー・バリモア -  『グレイ・ガーデンズ 追憶の館』
- ジョーン・アレン – Georgia O'Keeffe
- ルビー・ディー – America
- ジェシカ・ラング - 『グレイ・ガーデンズ 追憶の館』
- シガニー・ウィーバー - Prayers for Bobby

#### アンサンブル賞（ドラマ・シリーズ部門）
『マッドメン』
- 『クローザー』
- 『デクスター 警察官は殺人鬼』
- 『グッド・ワイフ』
- 『トゥルーブラッド』

#### アンサンブル賞（コメディ・シリーズ部門）
『glee/グリー』
- 『30 ROCK/サーティー・ロック』
- 『ラリーのミッドライフ★クライシス』
- 『モダン・ファミリー』
- The Office

#### スタント・アンサンブル賞（テレビ部門）
『24 -TWENTY FOUR-』
- 『クローザー』
- 『デクスター 警察官は殺人鬼』
- 『HEROES』
- 『ザ・ユニット 米軍極秘部隊』

## メモリアル
| - ナターシャ・リチャードソン - モンテ・ヘイル - ヘンリー・ギブソン - ベッツィ・ブレア - ロバート・ギンティ - エド・マクマホン - フィリップ・ケイリー - ドム・デルイーズ - ブリタニー・マーフィ - カール・バランティン | - ロン・シルヴァー - デニス・コール - ジョン・クエイド - リチャード・トッド - フレッド・トラヴァリーナ - シェリル・ホールドリッジ - ジョセフ・ワイズマン - アーノルド・スタング - ジーン・バリー - コリン・ウィルコックス | - ファラ・フォーセット - ラス・コンウェイ - スーピー・セールス - ゲイル・ストーム - スティーヴン・ギルボーン - ルー・ジャコビ - ディック・デュロック - マイケル・ジャクソン - ウェイン・ティピット - ハーヴ・プレスネル | - アレイナ・リード・ホール - ジェームズ・ホイットモア - ジム・ハッチソン - カール・マルデン - ポール・バーク - エドワード・ウッドワード - フランク・アレッター - ベアトリス・アーサー - デビッド・キャラダイン - ジェニファー・ジョーンズ - パトリック・スウェイジ |

## 統計

### 複数候補

#### 映画
3候補
- 『イングロリアス・バスターズ』 2受賞
- 『プレシャス』 1受賞
- 『マイレージ、マイライフ』

2候補
- 『17歳の肖像』
- 『ハート・ロッカー』
- 『インビクタス/負けざる者たち』
- 『終着駅 トルストイ最後の旅』
- 『NINE』

#### テレビ
3候補
- 『30 ROCK/サーティー・ロック』 1受賞
- 『クローザー』
- 『デクスター 警察官は殺人鬼』 1受賞

2候補
- 『ラリーのミッドライフ★クライシス』
- 『グッド・ワイフ』 1受賞
- 『グレイ・ガーデンズ 追憶の館』 1受賞
- 『マッドメン』 1受賞
- The Office